# Alte Nationalgalerie
A Alte Nationalgalerie (Antiga Galeria Nacional) é um museu de arte localizado na Ilha dos Museus, em Berlim, Alemanha. Possui uma rica coleção de pinturas e esculturas européias do século XIX.

## Histórico
A Alte Nationalgalerie foi criada em 1861 como Wagenersche und Nationalgalerie (Galeria Nacional Wagener), a partir da doação de um acervo de 262 obras de arte pertencentes ao banqueiro Joachim H. W. Wagener. Inicialmente ocupou salas da Academia de Arte em Unter den Linden. Em 1876 a coleção foi transferida para um prédio novo na Ilha dos Museus, sua sede atual, levantado entre 1866 e 1876 por Heinrich Strack sobre um projeto de August Stüler.
Seus primeiros diretores, Hugo von Tschudi e Ludwig Justi, se esforçaram em manter o perfil do museu como ele foi originalmente concebido: um repositório de arte do século XIX, como se mantém até hoje. Durante a II Guerra Mundial o edifício foi severamente danificado e parte de seu acervo se perdeu. Restaurado logo depois do término da guerra, foi reaberto parcialmente em 1949, e em 1955 estava de novo funcionando plenamente, mas já expondo também peças de arte contemporânea.
Como resultado da divisão da Alemanha no pós-guerra, a coleção também foi repartida. A maioria das peças principais permaneceu no lado oriental, sendo que a seção do século XIX foi exposta na Orangerie e depois na Galeria do Romantismo do Castelo de Charlottenburg, só voltando à sua sede original no início da década de 1990.
Depois da reunificação da Alemanha as obras modernas foram transferidas para a Neue Nationalgalerie na Kulturforum Potsdamer Platz, as peças contemporâneas encontraram uma sede nova no Hamburger Bahnhof – Museum für Gegenwart – Berlin, uma seção de arte do início do século XX - a Coleção Heinz Berggruen - foi enviada para o Museu Berggruen em Charlottenburg, e parte da seção de escultura foi acomodada na Igreja Friedrichswerdersche. Entre 1998 e 2001 o museu foi fechado para nova restauração.

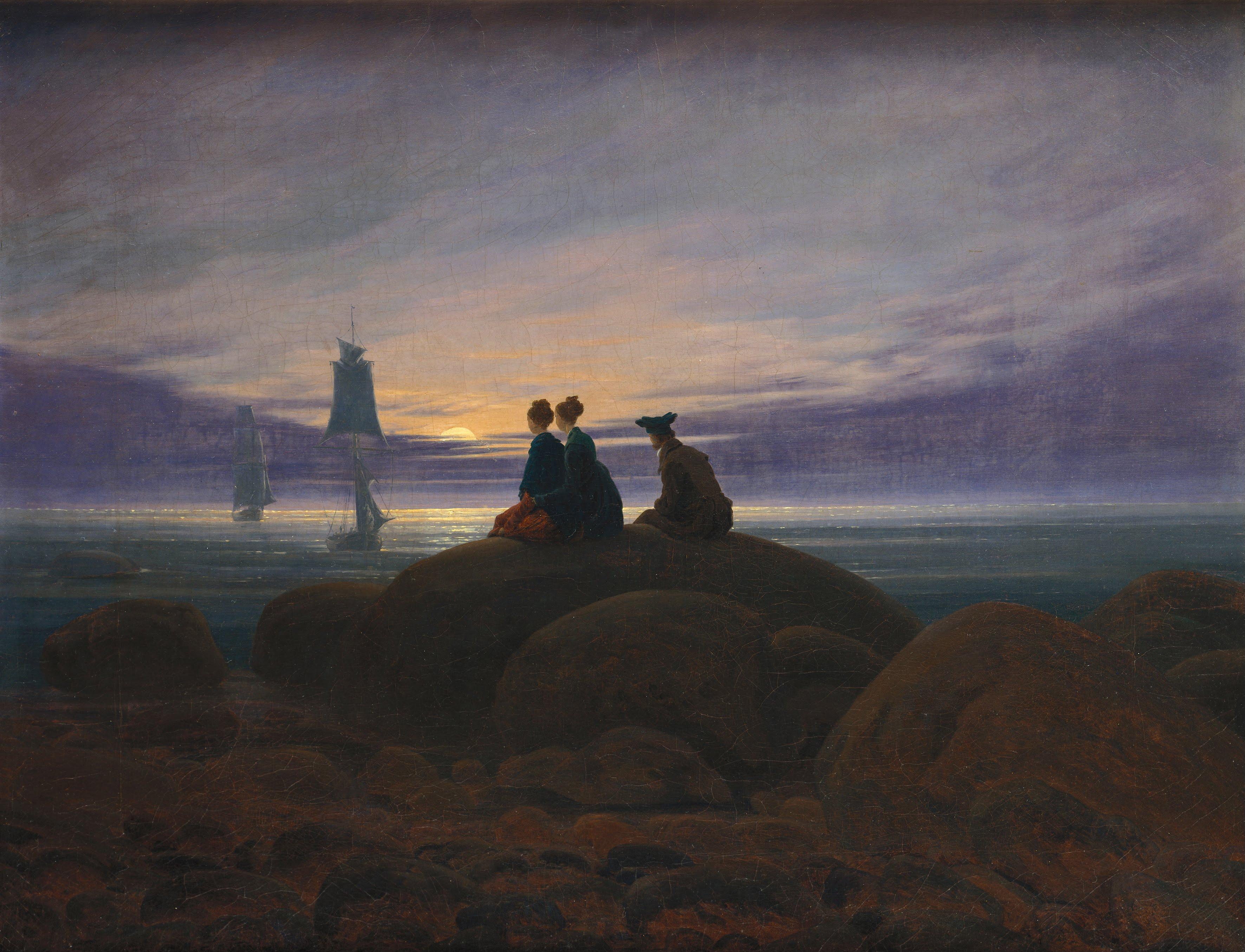
Caspar David Friedrich: Nascer da lua sobre o mar.

## Espaços e Obras
- 1º Pavimento

Aqui são expostas pinturas de Adolph von Menzel, incluindo obras importantes como A sala da varanda e Moinho de ferro, além de outras que retratam assuntos significativos da história da Prússia.
Paralelamente são exibidas esculturas de Johann Gottfried Schadow, Berthel Thorwaldsen, Antonio Canova, Ridolfo Schadow, Reinhold Begas, Adolf von Hildebrand e Constantin Meunier.
- 2º Pavimento

Dedicado à pintura do Impressionismo, com obras-primas de Edouard Manet, Claude Monet, Auguste Renoir, Edgar Degas e Paul Cézanne; pinturas do século XIX de autores como Hans Thoma, Anselm Feuerbach, Arnold Böcklin, Hans von Marées, Wilhelm Leibl, Wilhelm Trübner, uma extensa coleção de peças de Max Liebermann, e por fim as esculturas de Auguste Rodin.
- 3º Pavimento

Mostra a arte da era de Goethe, com paisagens de Jakob Philipp Hackert, retratos de Anton Graff e seus círculo, incluindo artistas alemães trabalhando em Roma, os chamados Nazarenos: Peter Cornelius, Friedrich Overbeck, Wilhelm Schadow e Philipp Veit. Os afrescos decorativos, executados pela Casa Bartholdy de Roma, constituem uma das mais belas séries da época.
Duas salas expõem obras capitais do Romantismo, com pinturas de todas as fases de Caspar David Friedrich, uma coleção de obras de Carl Blechen, retratos de Philipp Otto Runge e Gottlieb Schick, paisagens de Joseph Anton Koch e Carl Rottmann, e arte Bidermeier de Eduard Gaertner, Johann Erdmann Hummel, Carl Spitzweg, Ferdinand Georg Waldmüller e outros.

## Galeria

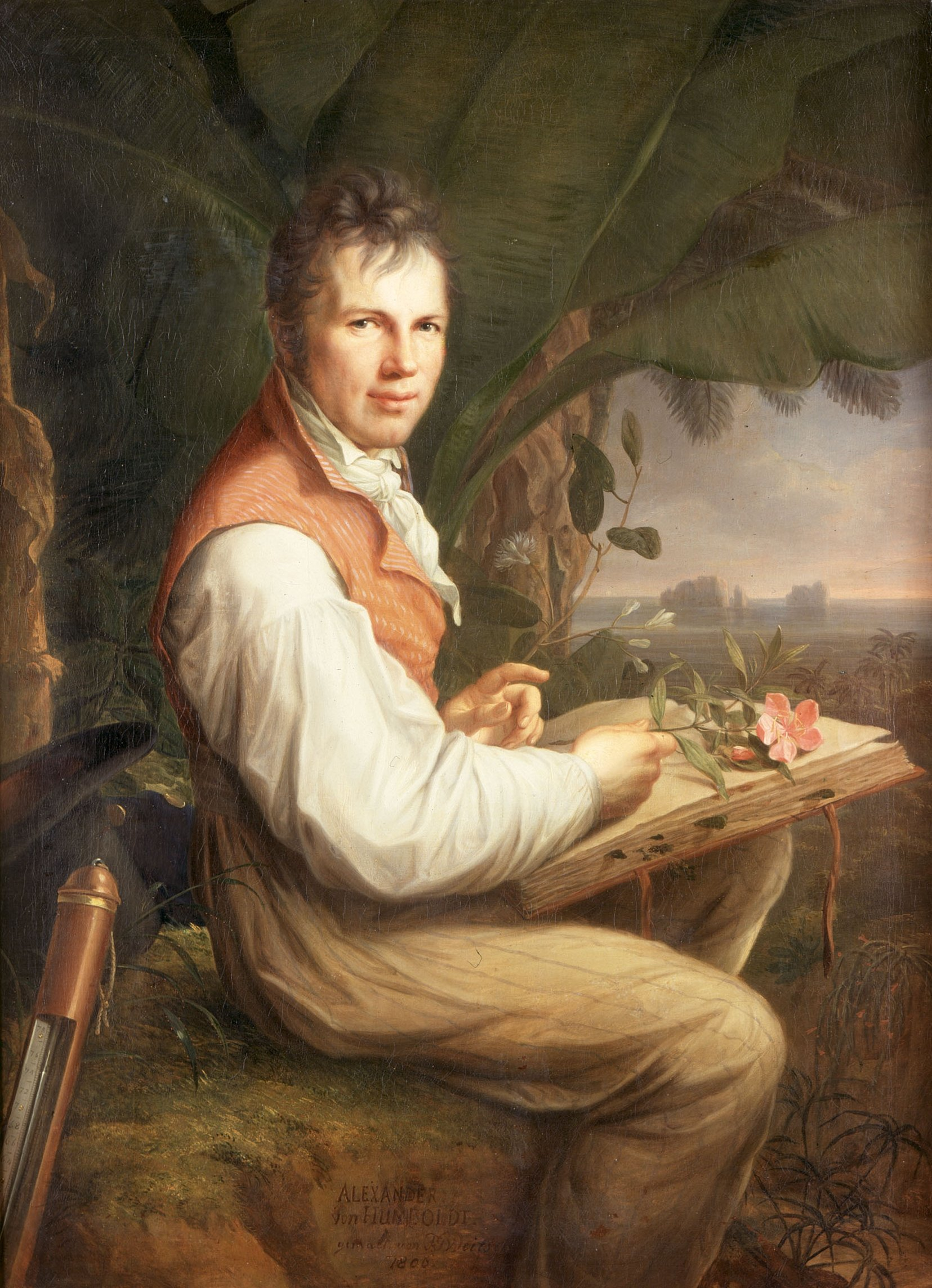
Friedrich Georg Weitsch: Retrato de Alexander von Humboldt
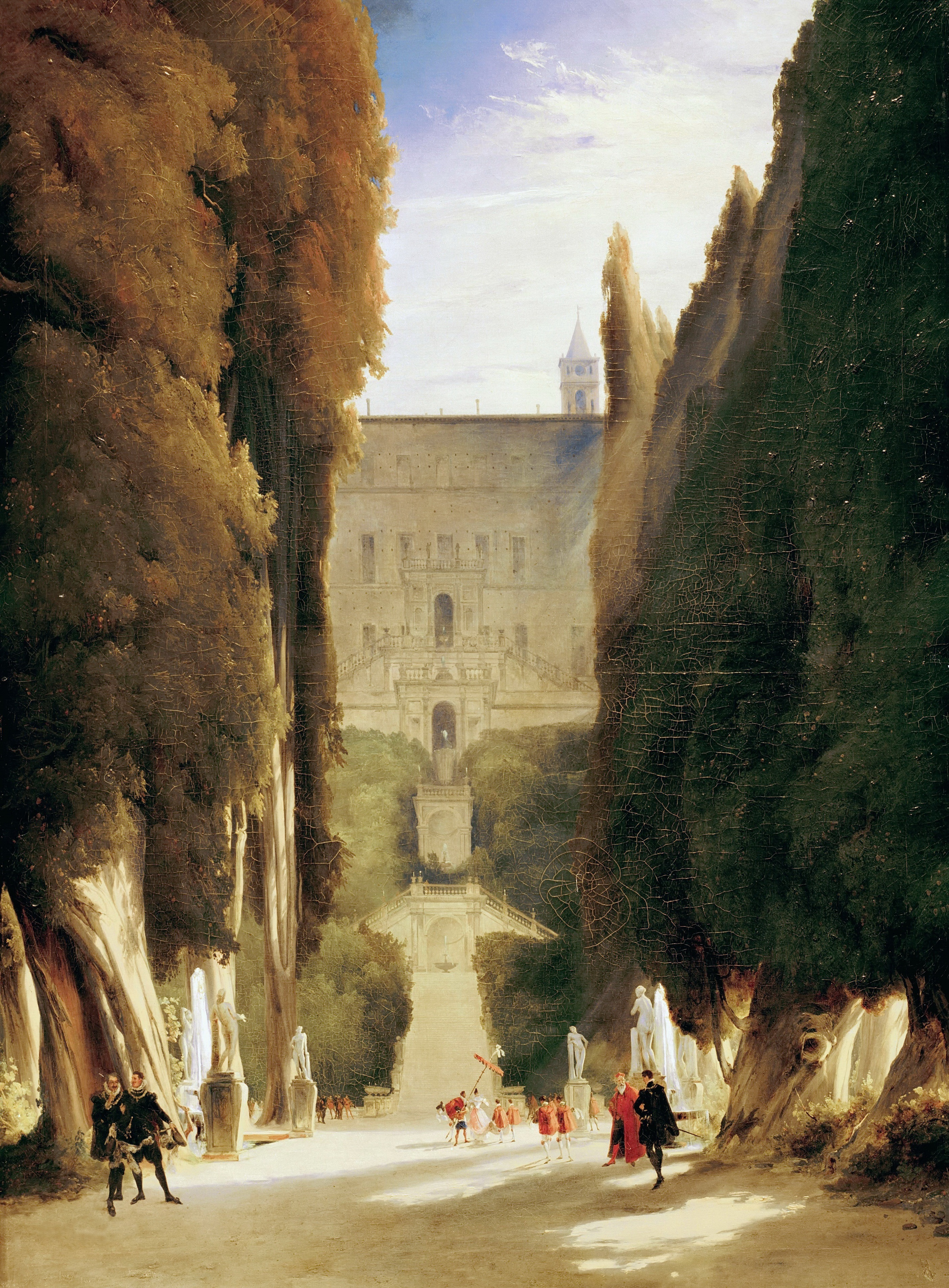
Carl Blechen: No parque da Villa d'Este
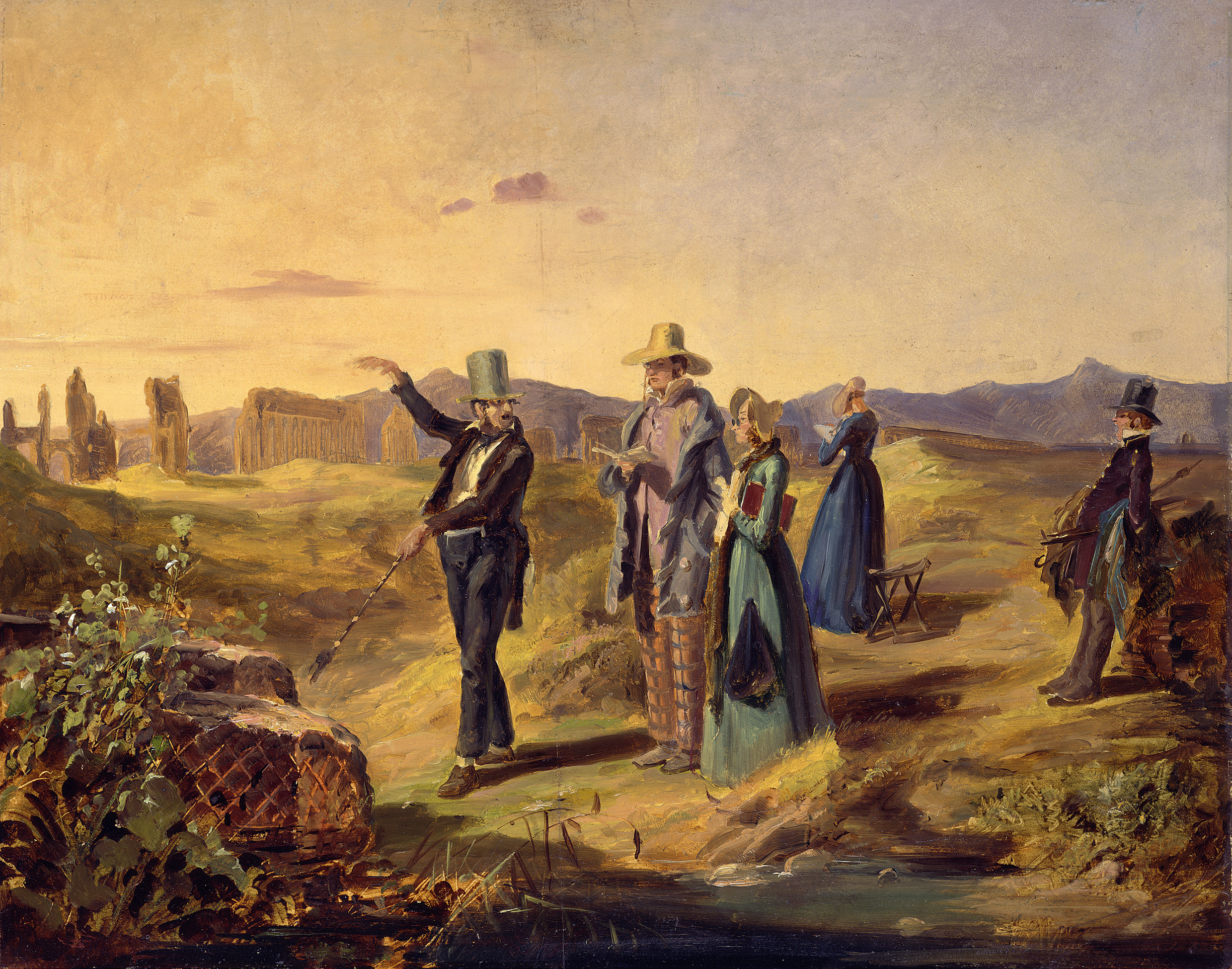
Carl Spitzweg: Ingleses na campanha
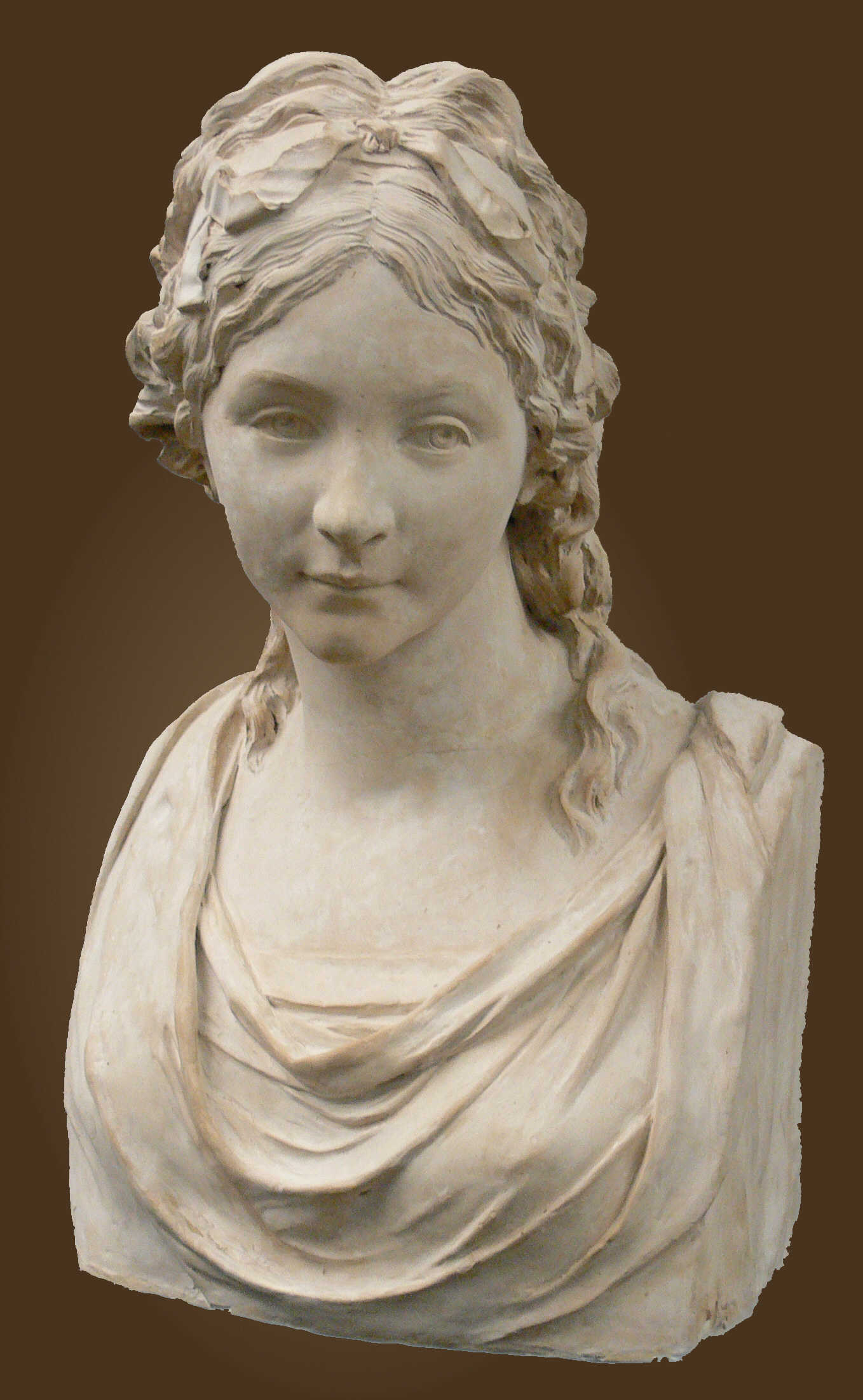
Johann Gottfried Schadow: Frederica da Prússia
Caspar David Friedrich: O Watzmann
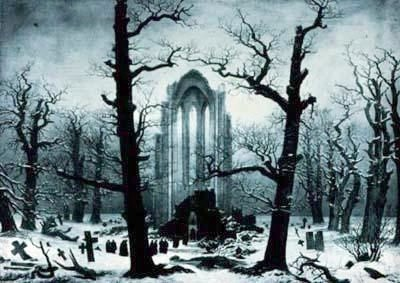
Caspar David Friedrich: Ruínas de um mosteiro sob a neve
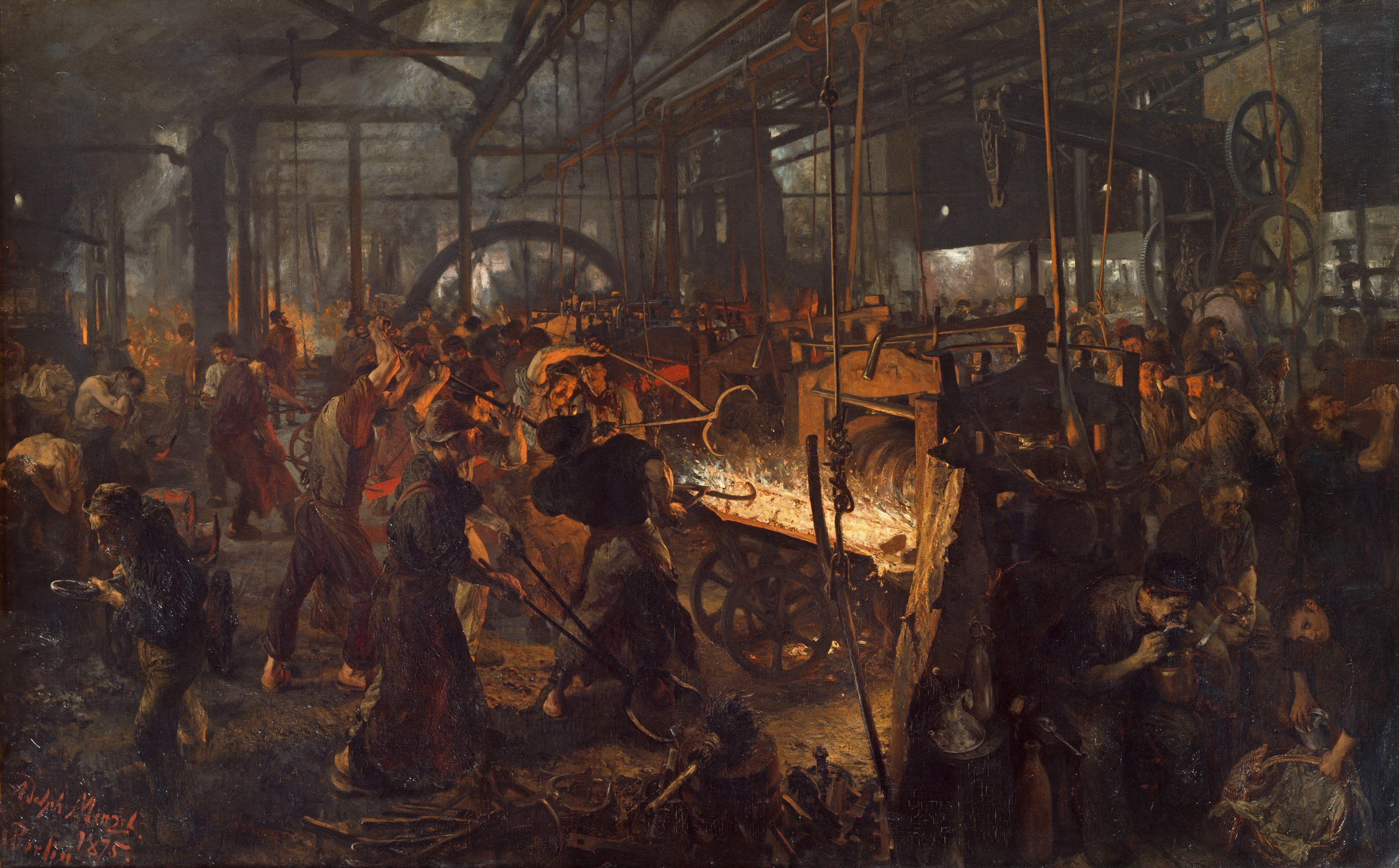
Adolf von Menzel: Cíclopes modernos
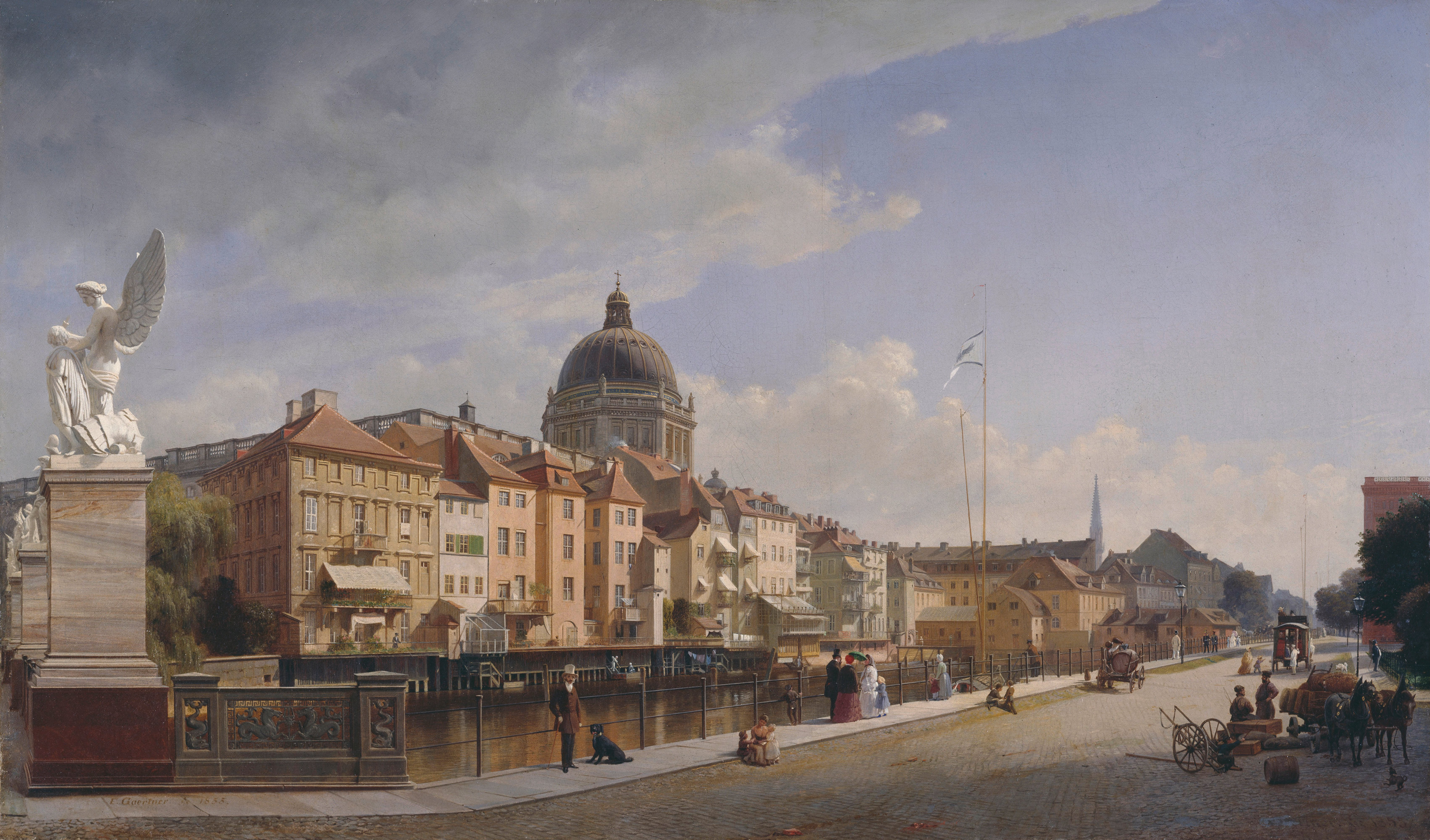
Eduard Gaertner: Vista do Schloßfreiheit
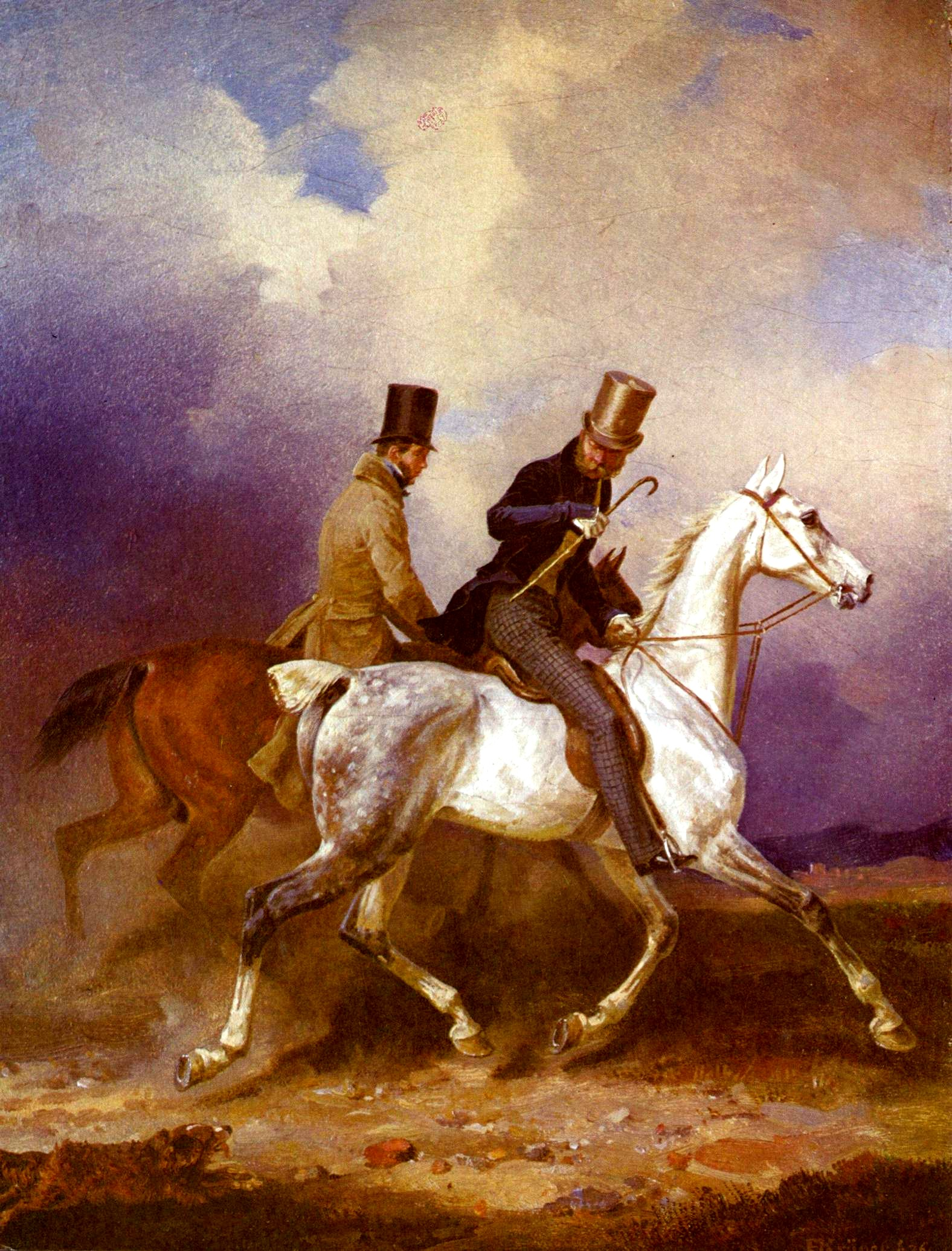
Franz Krüger: Cavalgada do Príncipe Guilherme da Prússia
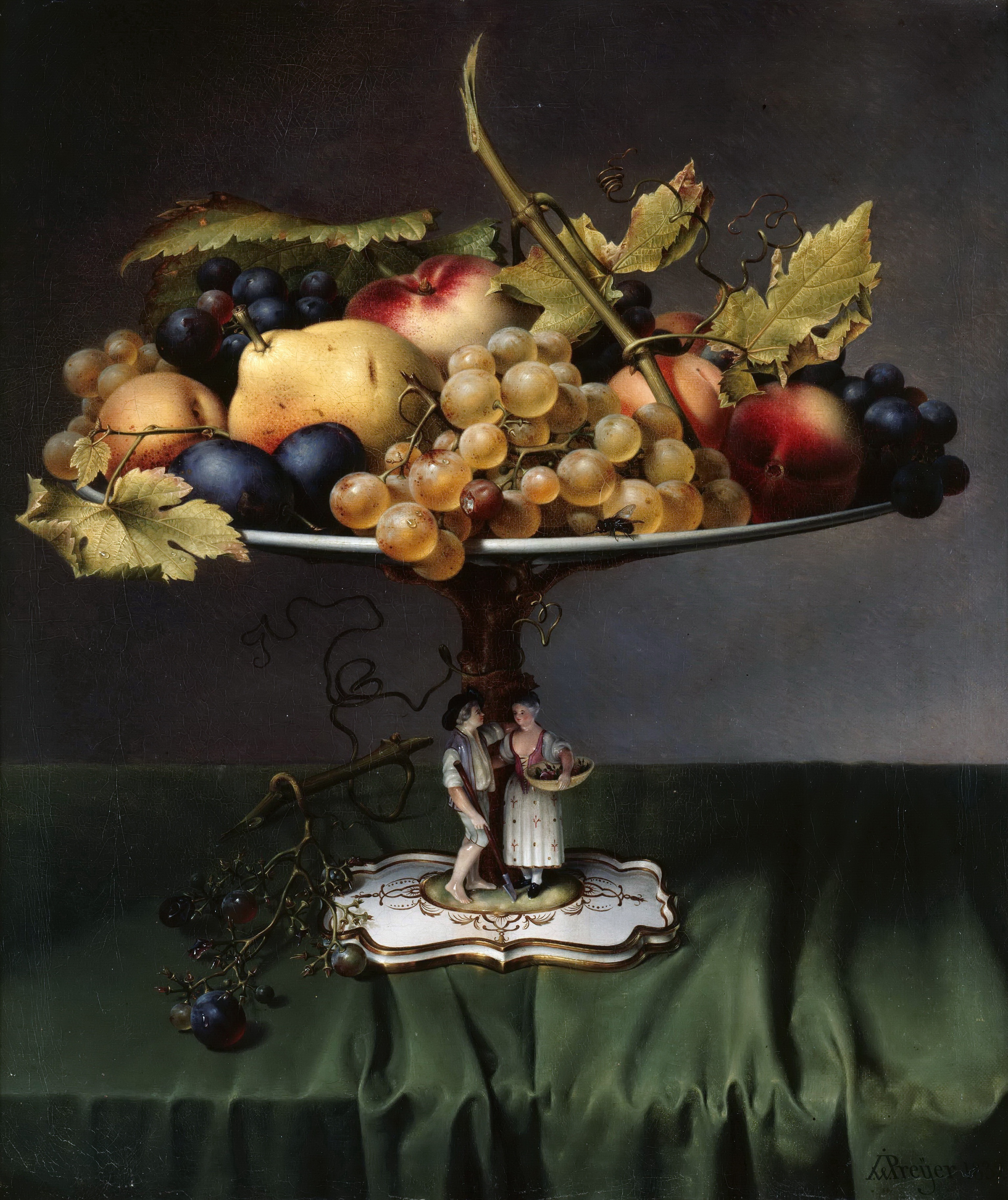
Johann Wilhelm Preyer: Frutas
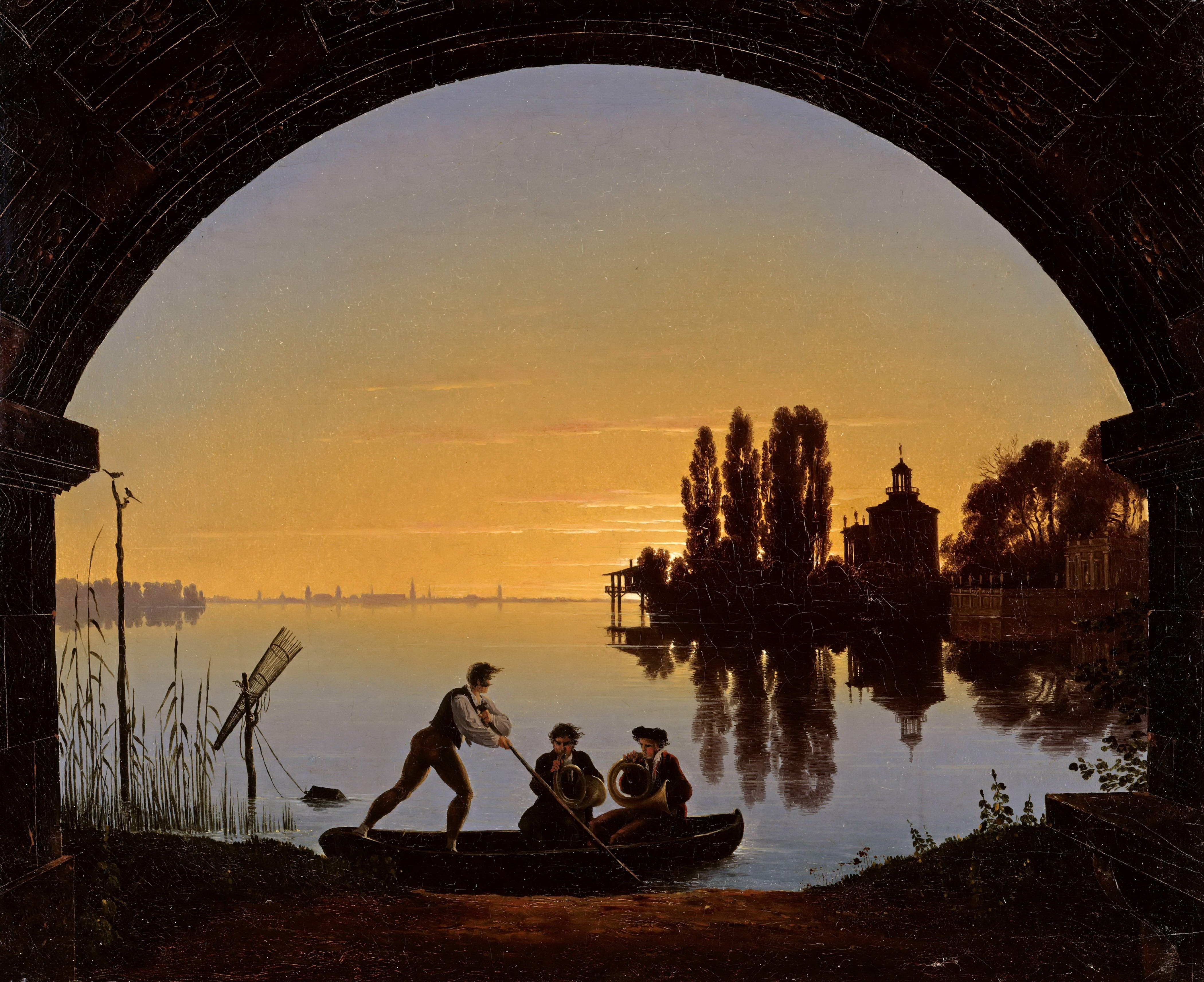
Karl Friedrich Schinkel: As margens do Spree perto de Stralau
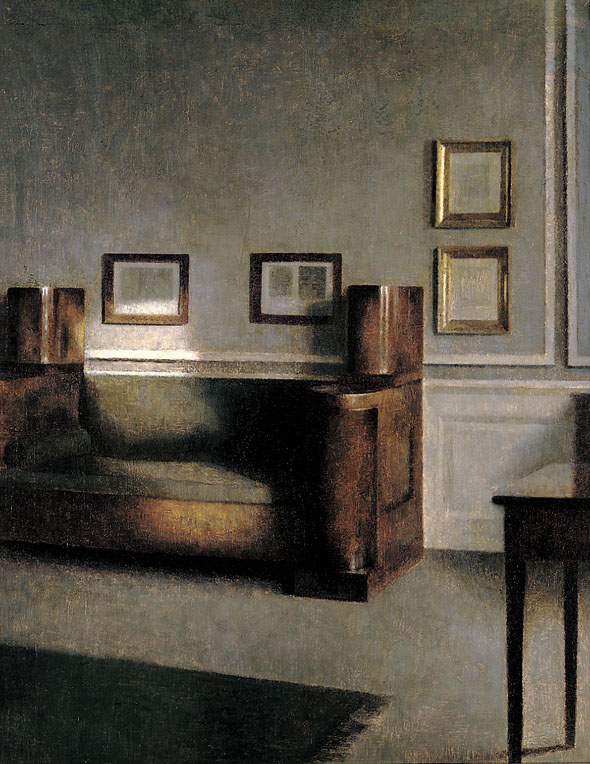
Vilhelm Hammershøi: Raios de sol